# Gracias
Gracias is een gemeente (gemeentecode 1301) en de hoofdstad van het departement Lempira, in Honduras. De stad zelf heeft 14.700 inwoners (2016).

## Bevolking
De bevolking is als volgt verdeeld:
| Vrouwen | 26.366 | 51,1% |
| Mannen  | 25.269 | 48,9% |

## Dorpen
De gemeente bestaat uit 23 dorpen (aldea), waarvan het grootste qua inwoneraantal: Gracias (code 130101) en El Rodeo de Quelacasque (130112).

## Geboren
- Juan Orlando Hernández (1968), president van Honduras (2014–2022)